# Docostoma insignis
Docostoma insignis är en fjärilsart som beskrevs av Diakonoff 1955. Docostoma insignis ingår i släktet Docostoma och familjen förnamalar. Inga underarter finns listade i Catalogue of Life.